# Unai Alba
Unai Alba Pagadizabal (Oiartzun, 19 febbraio 1978) è un ex calciatore spagnolo, di ruolo portiere.